# Арсеній (Чекандраков)
Митрополит Арсеній (в миру Ангел Богоєв Чекандраков або Чакандраков, 29 липня 1932 село Дилго-Поле, Пловдивський округ, Болгарія - 13 жовтня 2006, Пловдив, Болгарія) - єпископ Болгарської Православної Церкви, митрополит Пловдивський.

## Біографія
Після здобуття середньої освіти освіти в 1945 році, вступив до Пловдивської духовної семінарі, яку закінчив в 1951 році. У тому ж році вступив в Софійську духовну академію, яку закінчив 1955 року.
Після закінчення навчання в академії призначений послушником і помічником бібліотекаря в Рильський монастир.
2 червня 1956 року тодішнім ігуменом обителі єпископом Стобійським Варлаамом пострижений в чернецтво з ім'ям Арсеній.
10 червня того ж року висвячений у сан ієродиякона. На початку 1959 висвячений у сан ієромонаха.
У червні 1959 роки захистив кандидатську дисертацію в аспірантурі Московсокої духовної академії.
23 липня 1961 року возведений в сан архімандрита. У 1961-1962 роки - викладав у Софійській духовній семінарії.
З 1 січня 1968 року по 30 березня 1969 року - протосинкел Врачанскої митрополії.
У 1968-1969 роки проходив курс з мовної та екуменістичної спеціалізації в Берліні.
30 березня 1969 року в патріаршому кафедральному собору святого Олександра Невського хіротонований на єпископа Стобійського і призначений вікарієм Врачанскої митрополії. Був головним секретарем Священного Синоду.
Після смерті митрополита Врачанского Паїсія був обраний митрополитом Врачанським, але через втручання влади Священний Синоду анулював вибори, і єпископ Арсеній був відправлений на заслання в Бачковський монастир.
У 1977-1979 роки був настоятелем Троянського монастиря.
У 1982-1987 роки - вікарний єпископ Пловдивського митрополита.
У 1984 році опублікував збірку «Принос към биографията на Неофит Рилски», що містить невидану переписку преподобного Неофіта Рильського, збережену в бібліотеці Рильського монастиря.
1 лютого 1987 року обраний, 8 лютого 1987 року затверджений митрополитом Пловдивським.
Помер ввечері 13 жовтня 2006 року на 74 році життя від розриву серця в Пловдивській університетській лікарні святого Георгія. Прощання  відбулося в кафедральному Пловдивськиму Богородицькому соборі.